# Orelsan
Orelsan, pseudonimo di Aurélien Cotentin (Alençon, 1º agosto 1982), è un rapper, produttore discografico, attore e produttore televisivo francese.
Per le qualità artistiche e lo stile musicale è stato spesso paragonato al collega statunitense Eminem, da cui trae ispirazione per la trattazione di temi impiegando sia la comicità che la violenza come espedienti retorici.

## Carriera
Nel febbraio 2009 ha pubblicato il suo primo album, Perdu d'avance, seguito nel settembre 2011 da Le chant des sirènes. Nel 2012 ha vinto il premio "artista rivelazione" nell'ambito dei Victoires de la musique.
Fa parte del duo hip hop Casseurs Flowters assieme a Gringe. Il gruppo ha pubblicato l'album Orelsan et Gringe sont les Casseurs Flowters nel novembre 2013.

## Discografia

### Da solista
- 2009 – Perdu d'avance
- 2011 – Le chant des sirènes
- 2017 – La fête est finie
- 2021 – Civilisation

### Con i Casseurs Flowters
- 2004 – Fantasy : Episode 1
- 2013 – Orelsan et Gringe sont les Casseurs Flowters
- 2015 – Comment c'est loin